# Labyrintfiskar
Labyrintfiskarna (Anabantoidei) är en underordning abborrartade fiskar som är synnerligen populära som akvariefiskar. Labyrintfiskarna förekommer naturligt i Asien och Afrika. De är uppkallade efter labyrintorganet, som sitter vid gälarna och med vars hjälp de kan tillgodogöra sig syre ur atmosfärisk luft, från ovan vattenytan. Detta har hjälpt dem att överleva i regioner och lokaler som är uteslutna för vanliga fiskar på grund av låg syrehalt i vattnet. Många av arterna blir endast knappa decimetern långa, som exempelvis kampfiskarna. Störst blir jätteguramin (Osphronemus goramy) som kan bli upp till 70 centimeter lång.

## Reproduktion

### Skumbobyggare
Flertalet labyrintfiskar förökar sig gärna i fångenskap. Hos de flesta arterna bygger hanen någon dag före leken ett skumbo vid vattenytan, eller i taket av en grotta. Dit "spottas" sedan äggen in av hannen, sedan han med u-formig kroppsrörelse kramat rommen ur honan och samtidigt befruktat dem. Efter leken avvisas honan, och hanen vaktar skumboet med äggen fram till och med någon dag efter att äggen kläckts och ynglen blivit frisimmande.

### Munruvare
De flesta arter som inte är skumbobyggare är så kallade munruvare. Lekbeteendet liknar det hos munruvande ciklider. Hos de munruvande labyrintfiskarna lägger honan rommen i en i förväg grävd grop, eller direkt på botten. Därefter befruktar hanen äggen, och tar upp dem i munnen. Han bär sedan äggsamlingen i munnen till dess rommen kläckts, i sällsynta fall till och med något längre.

### Romspridare
Ett fåtal arter av labyrintfiskar är så kallade romspridare. Hos dem leker honan och hanen fritt i vattnet, och ingen ägg- eller yngelvård förekommer.

## Labyrintfiskar som akvariefisk
Det faktum att labyrintfiskar lever väl även i syrefattiga vatten gjorde dem särskilt lämpliga för de första akvaristerna, då man på den tiden i allmänhet inte använde pumpar och filter i akvarierna, vilket annars skulle syresatt vattnet. Den första tropiska akvariefisk som importerades till Europa var labyrintfisken makropod, även kallad paradisfisk, som importerades 1896 av den tyske kände fiskodlaren Paul Matte
Hur motsägelsefullt det än låter, så kan man faktiskt dränka labyrintfiskar. Labyrintfiskarna måste ha tillgång till atmosfäriskt syre. Det måste finnas några centimeter luft mellan vattenytan och täckglasen för att fiskarna ska kunna snappa luft. Om vattnet når ända upp till glaset dränks fisken eftersom gälarna inte klarar av att förse fisken med tillräcklig mängd syre. Labyrintfiskar kan också drabbas av "lunginflammation" alltså inflammation i labyrinten om luften de andas in är för kall.
Allmänt skall labyrintfiskarna hållas relativt varmt (25–30 °C), samt med ett tätt täckglas ovan akvariet, eftersom de kan vara känsliga för att luften de andas är kallare än deras kroppstemperatur, det vill säga än vattnet de simmar i. Alldeles särskilt gäller detta yngel och ungfisk. Flera arter hoppar också gärna annars ur akvariet, vilket täckglaset förhindrar. En del av klätterfiskarna kan till och med förflytta sig kortare sträckor över land, särskilt den asiatiska klätterfisken, Anabas testudineus.
Labyrintfiskar trivs i allmänhet bra med andra lugna och "snälla" akvariefiskar.
Visserligen kan de kanske äta upp ett och annat yngel, men mindre tetror, rasboror eller andra mindre stimfiskar brukar accepteras. De mellanstora labyrintfiskarna såsom guldgurami, mosaikgurami, chokladgurami och kyssgurami går bra ihop med skalarer, och andra litet lugnare ciklider. Labyrintfiskar trivs också alldeles utmärkt i det utpräglade växtakvariet.
Den litet mindre dvärgguramin är en trevlig bekantskap, som trivs bra i det litet mindre akvariet.
Men man bör tänka på att vissa labyrintfiskar kan bli ganska så stora, detta gäller bland annat blå guramin, och då anpassa akvariets storlek med tanke på detta.

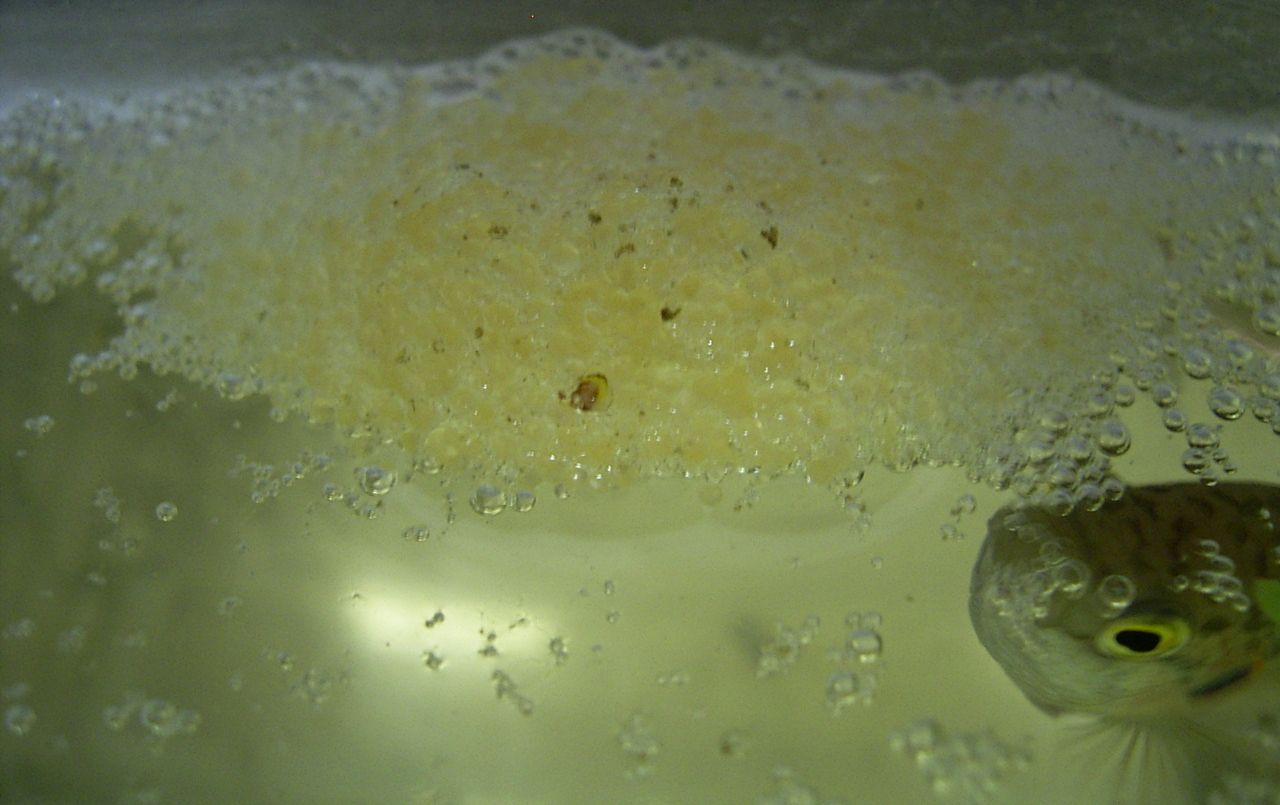
Makropod-hane vaktar skumbo med nykläckta yngel, strax under vattenytan.
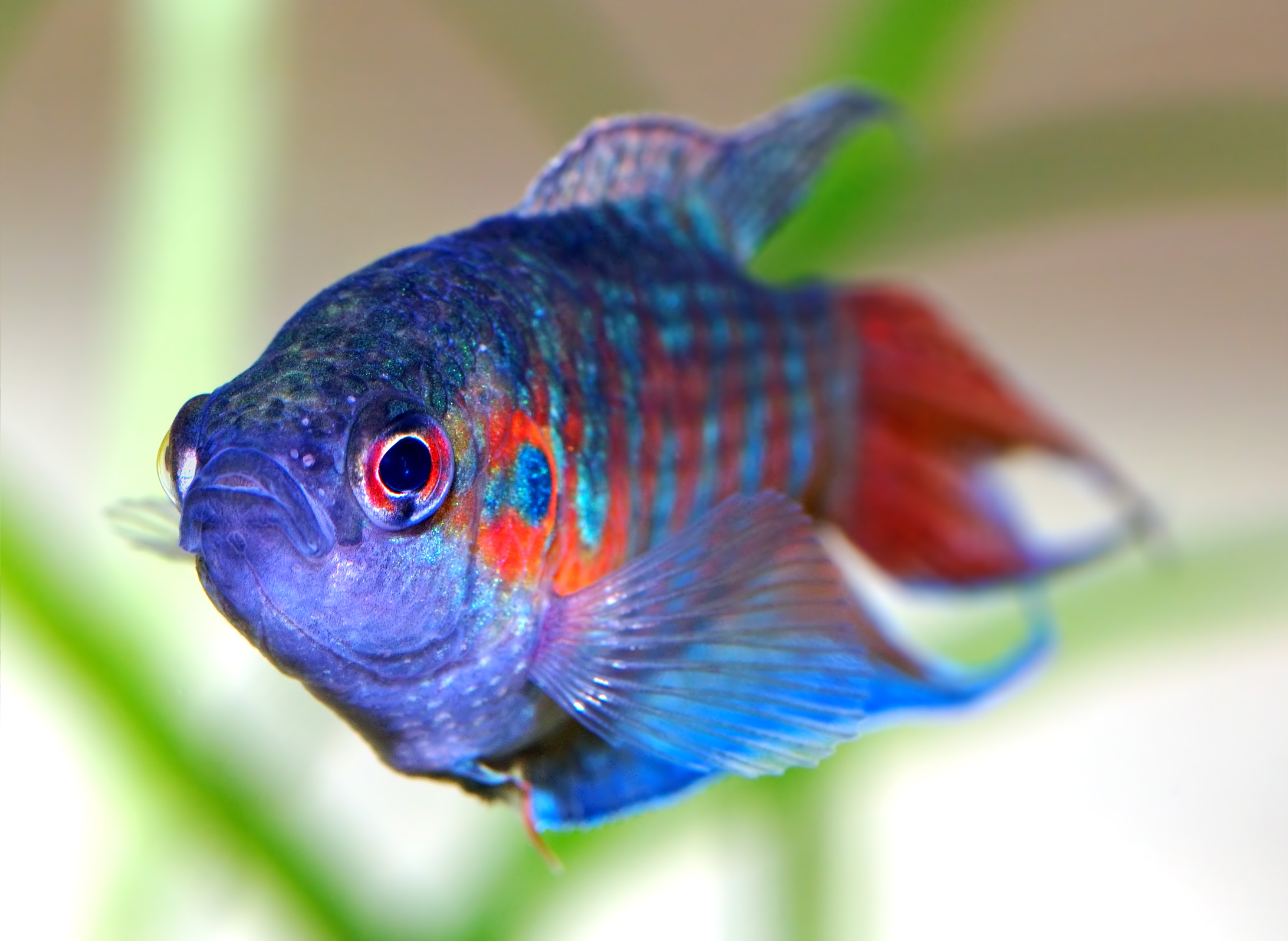
Makropod, en vuxen utfärgad hane.
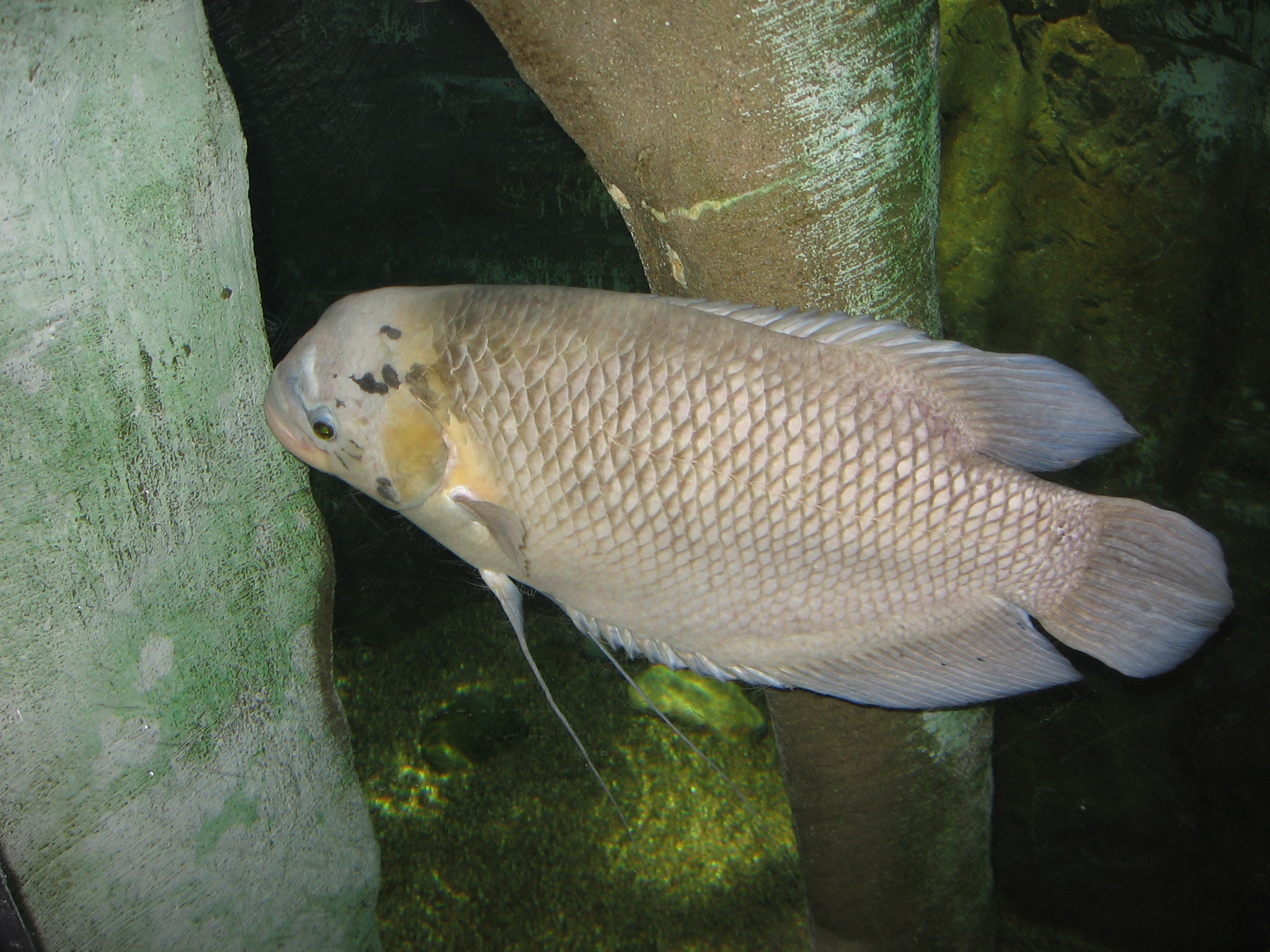
Jättegurami i Bristol Zoo Gardens.